# Ferdinand Karsch
Ferdinand Karsch (Münster, 2 settembre 1853 – Berlino, 20 dicembre 1936) è stato un entomologo, aracnologo e antropologo tedesco.
Conseguì il dottorato all'Università Federico Guglielmo di Berlino con una tesi sul veleno delle vespe. Divenuto curatore del Museum für Naturkunde di Berlino l'anno dopo, vi rimase fino al 1921.
Nel ventennio 1873-1893 ha pubblicato una vasta opera sui ragni della Vestfalia e ha esaminato ragni che i colleghi gli inviavano da varie località del mondo originando, nella loro descrizione tassonomica, dissidi e controversie soprattutto con l'aracnologo Pickard-Cambridge.
Da ricordare, inoltre, due suoi studi antropologici sulla sessualità e omosessualità sia nel regno animale, sia nelle tribù primitive umane.

## Taxa descritti
Di seguito, alcuni dei taxa descritti:
- Corinnidae Karsch, 1880, famiglia di ragni
- Trochanteriidae Karsch, 1880, famiglia di ragni
- Acroaspis Karsch, 1878, ragno (Araneidae)
- Aetrocantha Karsch, 1879, ragno (Araneidae)
- Ascyltus Karsch, 1878, ragno (Salticidae)
- Thomisops Karsch, 1879, ragno (Thomisidae)

## Denominati in suo onore
- Atypus karschi Dönitz, 1887 (ragno, Atypidae)
- Dolomedes karschi Strand, 1913 (ragno, Pisauridae)
- Ctenus karschi Roewer, 1951 (ragno, Ctenidae)
- Longicoelotes karschi Wang, 2002 (ragno, Amaurobiidae)
- Pseudotriaeris karschi (Bösenberg & Strand, 1906) (ragno, Oonopidae)
- Hogna karschi (Roewer, 1951) (ragno, Lycosidae)
- Linyphia karschi Roewer, 1942 (ragno, Linyphiidae)
- Lycidas karschi Zabka, 1987 (ragno, Salticidae)
- Pystira karschi (Thorell, 1881) (ragno, Salticidae)

## Pubblicazioni
- Das Leben der gleichgeschlechtliche Kulturvölker - Ostasiaten: Chinesen, Japanese, Korea, del 1906
- Das Leben der gleichgeschlechtliche Naturvölker, del 1911